# ジャパン・ミュージックエンターテインメント
株式会社ジャパン・ミュージックエンターテインメント（英: Japan Music Entertainment Co.,Ltd. 略称：JME）は、東京都港区に所在する芸能事務所。日本音楽事業者協会正会員。

## 概要・略歴
代表取締役会長の藤岡隆が渡辺プロダクションのマネージャーから独立し、ラッツ&スターのマネジメント事務所として「株式会社アンクル・エフ」の社名で1980年6月に設立した芸能事務所である。ラッツ&スター活動休止後は鈴木雅之、田代まさし（2001年に自身の不祥事で解雇）、桑野信義を除いたメンバーは事務所を離れている（現在所属しているのは鈴木と桑野のみ）。2007年2月にJMEグループ傘下に入った芸能事務所テイクイット・エージェンシー（2018年廃業）代表の関根廣史は、渡辺プロダクションの元社員で藤岡の後輩にあたり、アンクル・エフにも在籍していた経緯がある。
藤岡は『日経エンタテインメント!』誌上のインタビューで、「幾らのギャラでもいいという優しい子はあまりタレントにならない。常識がなければ無論困るが、我侭で強引な子の方が芸能界では成功する。」と述べたことがある。
略歴
- 1980年（昭和55年）6月、株式会社アンクル・エフ設立。
- 1998年（平成10年）7月、株式会社エム・ティ・エムプロダクションに社名変更。
- 2002年（平成14年）4月、株式会社ジャパン・ミュージックエンターテインメントに社名変更。

## グループ会社
- マザー・ポップコーン有限会社
- 株式会社イー・コンセプト
- 株式会社エキサイティング・トリガー
- 有限会社エンジョイ・ミュージック
- 株式会社オフィス24
- AURA合同会社

## 所属タレント
出典：2025年8月現在。公式サイト参照。五十音順。

### マザー・ポップコーン
- 鈴木雅之（ラッツ&スターのメンバー）

### イー・コンセプト
- 青山隼（SHOW-WAのメンバー）
- 朝倉あき
- 厚味りりか
- 新井あいら
- 映美くらら
- 大木優希
- 岡田サリオ
- 忍成修吾
- 上地雄輔
- 久保田悠来
- 窪寺ゆりあ
- 桑野将春
- 小西美帆
- 篠原真衣
- 篠原涼子
- 丈太郎
- 鈴木杏樹
- 谷くるみ
- 谷原章介
- 千葉雄大
- 佃典彦
- 寺島進
- 富田望生
- 冨永竜
- 華優希
- 林田岬優〈業務提携：エイジアプロモーション〉
- 東加奈子
- 麻衣愛
- 松島花
- 味方良介
- 森洋子
- 矢沢心
- 山本佳志（SHOW-WAのメンバー）

### エキサイティング・トリガー
- 秋元真夏
- 磯野貴理子
- 上野ひとみ
- 桑野信義（ラッツ&スターのメンバー）
- 福田萌
- ぷぅさん
- ライ・チャン

### エンジョイ・ミュージック
- 鞘師里保

### オフィス24
- 北村諒
- 小宮璃央〈業務提携：パルムプロモーション〉
- 関隼汰
- 森下紫温

### ジャパンミュージックエンターテインメント
- 青山祐子
- 石井亮次
- 加藤綾子
- 久保修〈業務提携〉
- 西川実花
- 藤代実優
- 古村勇人
- 三木理紗子
- ユースケ・サンタマリア
- 吉田莉々加
- 芳根京子

### AURA
- KIMIKA
- 佐倉ちひろ
- 濱松虹心
- 松岡里英

## 過去の所属タレント
- 田代まさし
- 安藤秀樹
- 沢田玉恵
- 我妻佳代
- 網浜直子
- 布川敏和
- 久宝留理子
- 木原さとみ
- 川村知砂
- miyuki
- 佐藤聖子
- 東山麻美
- 守山茂樹
- 岡田浩暉
- 羽田惠理香
- 金ヶ江悦子
- 上田愛美
- 藤岡麻美
- ブルームフラワー
- シャバダバ
- 木村綾子
- 岡田理江
- 平山祐介
- 藤谷文子
- オクイシュージ
- 榊英雄
- 伊藤由奈
- 木村啓介
- 小谷嘉一
- 岡明子
- LUHICA
- 森本のぶ
- 渋江譲二
- 植田圭輔
- 高岡奏輔
- 折山みゆ
- 佐々木萌詠
- 春花
- 小澤廉
- 阿部マリア
- 大場美奈
- 柏幸奈
- 西野太盛
- 榎木智一
- 越智友己
- 逢沢一夏
- 原あや香
- 飯田らうら
- 森下愛里沙
- 副島和樹
- 工藤里紗
- 菅野結以
- 村田莉
- 小松美月
- 山田佳奈実
- 遼太郎
- 岩上隼也
- 中右遥日
- K-SUKE
- 千秋
- 高陽子
- 東ノエル
- 伊藤孝太郎
- 河合健太郎
- 瀬川拓人
- 茶谷優太
- 三上竜平
- 太田奈緒